# Хижани
Хижаните (на немски: Kessini, Chizzini, Kcynianie, Chyżanie, „жители на рибарски хижи“, интерпретирани в немски език като кесини) са западнославянско племе, първоначално съставно племе на абодритите. Кесините населяват крайбрежните и поречни земи на днешен източен Мекленбург около Гюстров и Бютцов и също на Унтерварнов около някогашното източнобалтийското тържище Росток-Дирков.
Името на кесините е споменато за пръв път около 1056 г. при Адам Бременски. Кесините влизат през края на 10 век в съюза на лютичите. След боеве с редарите в така наречената Лютичка братска война те са отново присъединени през 1156 г. под абодрититския племенен владетел Готшалк в царството на абодритите и са задължени да плащат трибут. Вероятно седалище на племето е градище в района на днешния град Кесин.
През 1114 г. абодритите с княз Хайнрих заедно със саксите тръгват против кесините на княз Дунар, а през 1121 г. против княз Свентиполк. През този период Кесин е завладян. След това от 1131 г. до смъртта му 1160 г. абодритският княз Никлот е владетел на кесините. През 1150 г. той ги подчинява след нови боеве.